# Курнат Володимир Іванович
Володи́мир Іва́нович Курна́т (01 жовтня 1972, місто Львів — 26 вересня 2022, неподалік села Миколаївка, Краматорський район, Донецька область) — майор поліції, український військовослужбовець, лейтенант 103 ОбрТрО Збройних Сил України, учасник російсько-української війни. Кавалер ордена «За мужність» ІІІ ступеня (2022, посмертно).

## Життєпис
Володимир Курнат народився 1 жовтня 1972 року в місті Львові.
Навчався у Ліцеї №18 м. Львова. Закінчив Національний Університет «Львівська Політехніка», за спеціальністю «Приладобудування».
Майор поліції. Після закінчення навчання працював старшим оперуповноваженим у місті Львів. Згодом був керівником карного розшуку Яворівського районного відділу поліції Головного управління Національної поліції у Львівській області.
Після повернення до Львова займав керівні посади у службі карного розшуку.
Захоплювався рибальством та гірськолижним спортом.
У перший день повномасштабного російського вторгнення в Україну пішов на війну добровольцем. Служив лейтенантом інженерної роти 103-ї окремої бригади Сил територіальної оборони.
26 вересня 2022 року, повертаючись з бойового завдання, підірвався на ворожому фугасі, неподалік села Миколаївка Краматорського району Донецької області.
6 жовтня 2022 року похований на Личаківському військовому цвинтарі.
У Володимира Курната залишились батько, мати та сестра.

## Нагороди
За високі службові досягнення заохочувався керівництвом 28 разів.
Протягом трудової кар'єри був нагороджений:
- Відзнакою «Почесний знак МВС»;
- Медаллю «За сумлінну службу» ІІ ступеня;
- Медаллю «За сумлінну службу» ІІІ ступеня;
- Нагрудним знаком «За відзнаку в службі» ІІ ступеня;
- Нагрудним знаком «За відзнаку в службі» І ступеня.
- Указом президента України №783/2022 від 17 листопада 2022, за особисту мужність і самовідданість, виявлені у захисті державного суверинітету та територіальної цілісності України, нагороджений орденом «За мужність» ІІІ ступеня (посмертно).[4]

## Вшанування пам'яті[5]
- У 2022 році Володимир Курнат внесений у книгу «Золотий фонд нації. Все буде Україна»
- 26 вересня 2023 року, у річницю загибелі на фасаді Ліцею №18 у м. Львів відкрили меморіальну таблицю Володимиру Курнату.[6]
- 25 серпня 2024 року, за виняткову жертовність і героїзм, нагороджений орденом "Почесний знак Святого Юрія".[7]

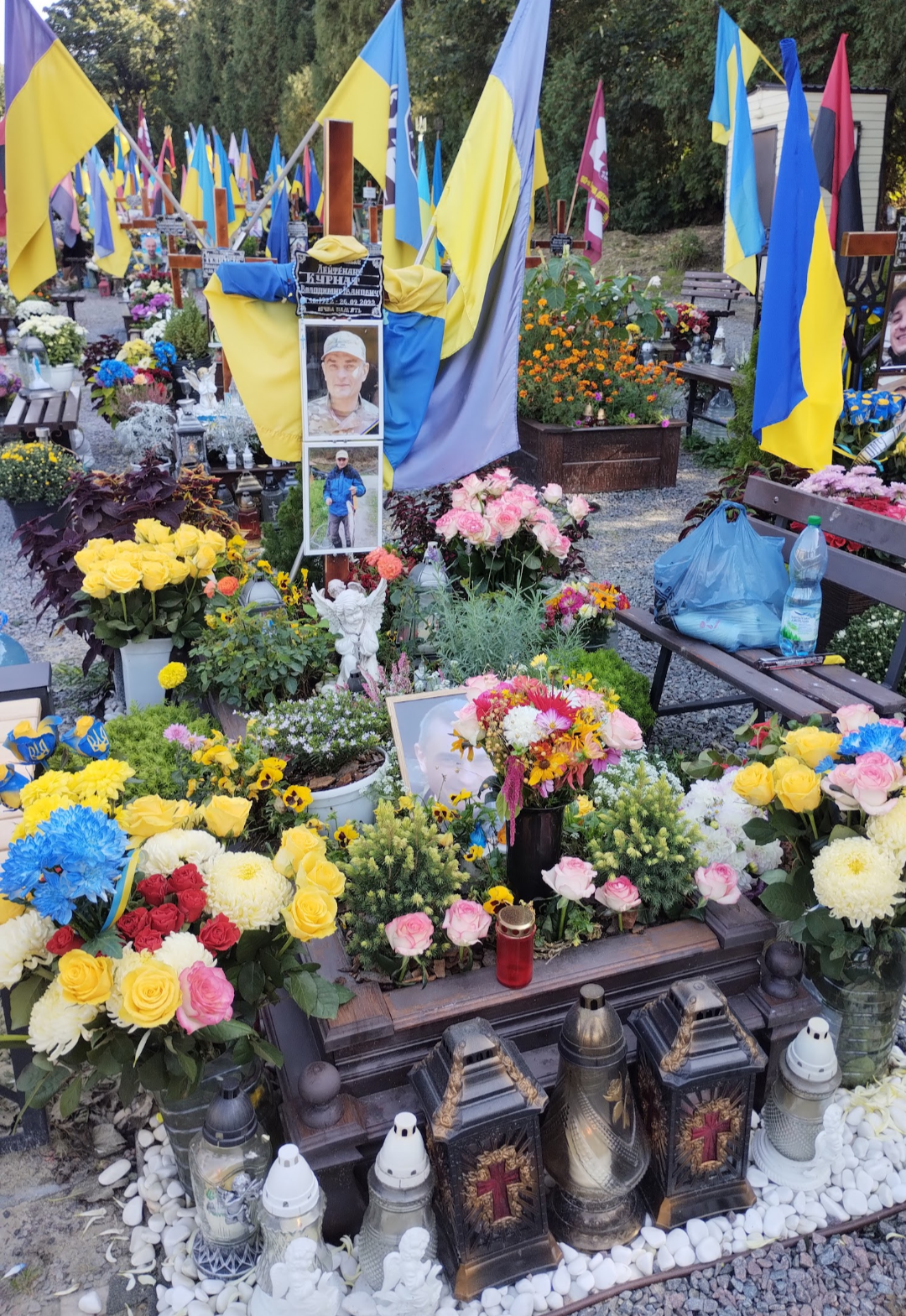
Могила Володимира Курната на Личаківському кладовищі

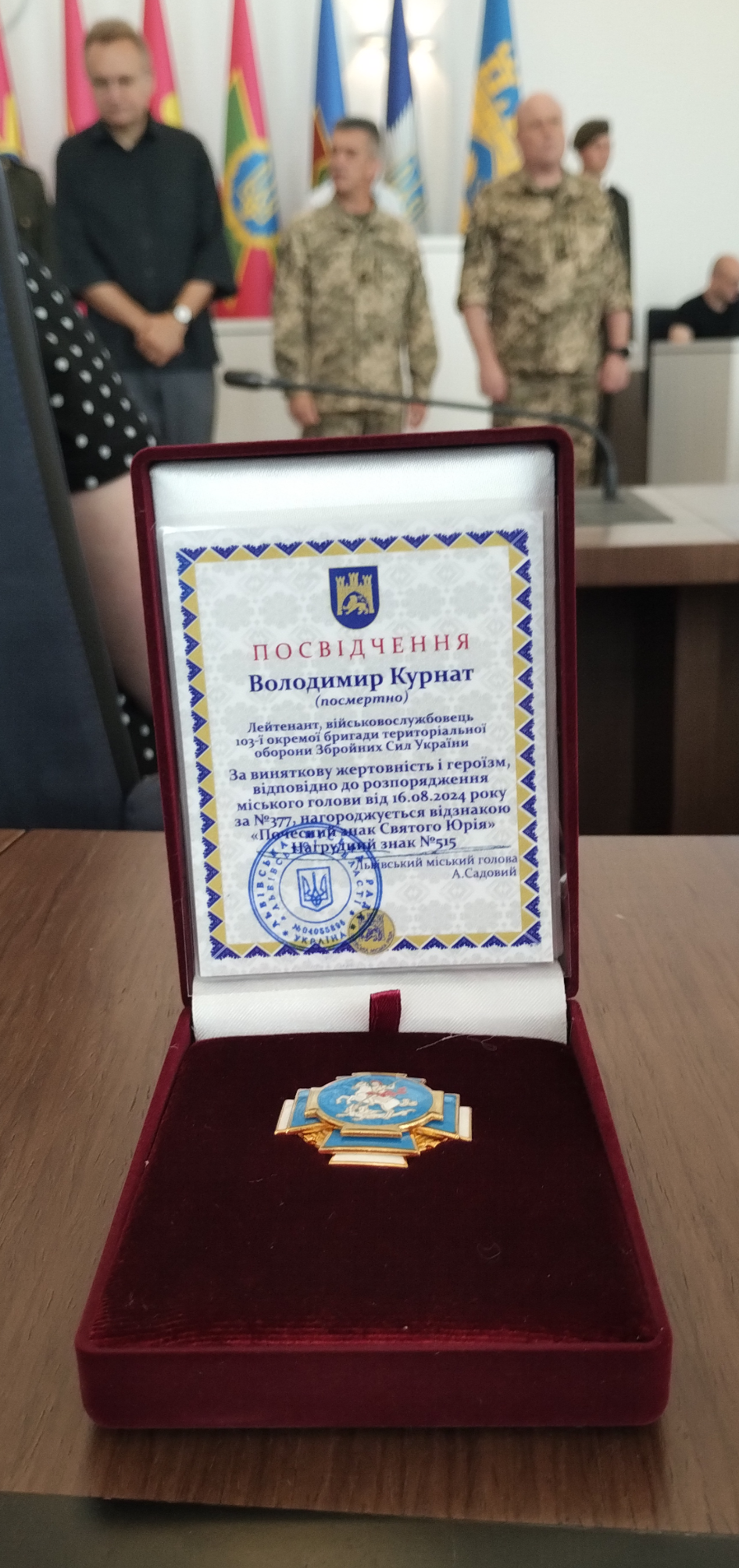
"Почесний знак Святого Юрія", Володимир Курнат

## Галерея

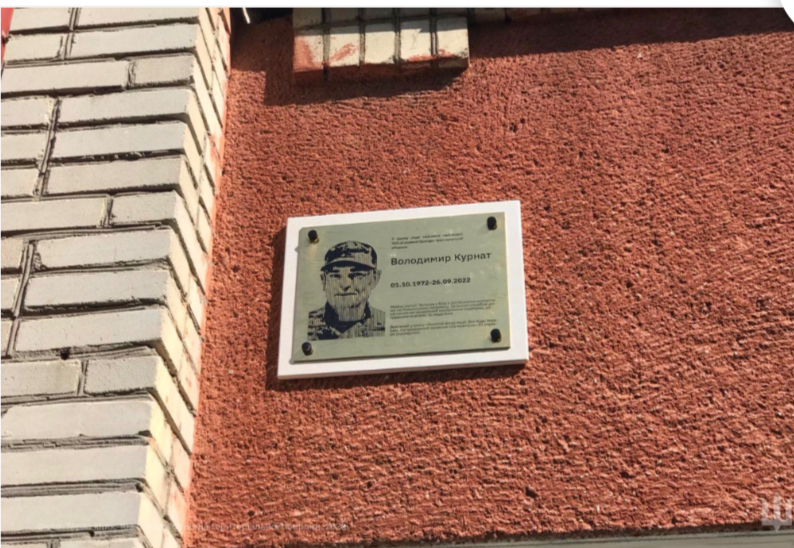
Меморіальна таблиця Володимиру Курнату

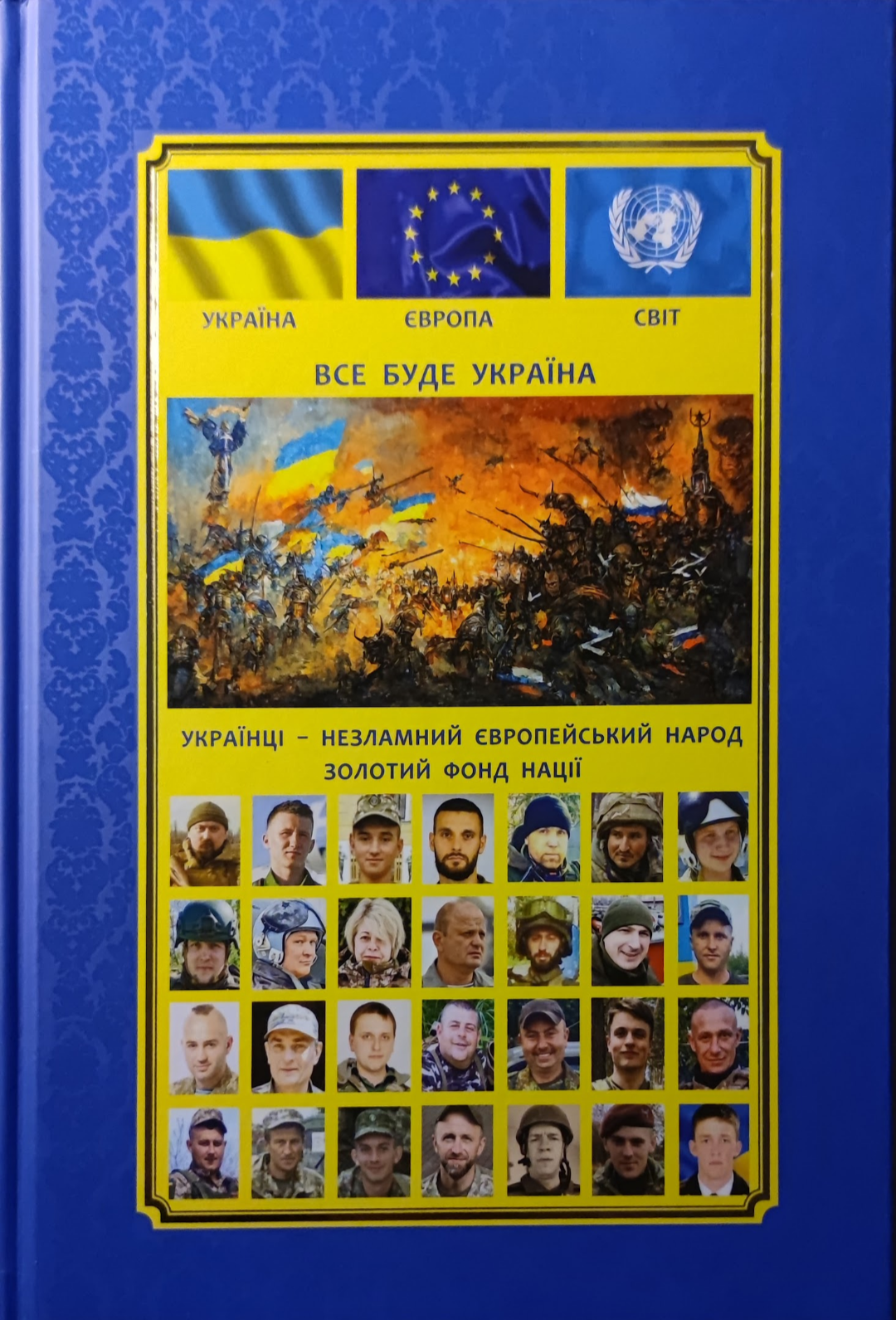
Книга з Володимиром Курнатом